# العلاقات التشيكية الكازاخستانية
العلاقات التشيكية الكازاخستانية هي العلاقات الثنائية التي تجمع بين التشيك وكازاخستان.

## مقارنة بين البلدين
هذه مقارنة عامة ومرجعية للدولتين:
| وجه المقارنة                                              | التشيك                                                                            | كازاخستان                      |
| --------------------------------------------------------- | --------------------------------------------------------------------------------- | ------------------------------ |
| المساحة (كم2)                                             | 78.87 ألف                                                                         | 2.72 مليون                     |
| عدد السكان (نسمة)                                         | 10.52 مليون                                                                       | 17.95 مليون                    |
| الكثافة السكانية (ن./كم²)                                 | 133.38                                                                            | 6.6                            |
| العاصمة                                                   | براغ                                                                              | نور سلطان                      |
| اللغة الرسمية                                             | اللغة التشيكية                                                                    | اللغة القازاقية، اللغة الروسية |
| العملة                                                    | كرونة تشيكية، كرونة تشيكوسلوفاكية                                                 | تينغ كازاخستاني                |
| الناتج المحلي الإجمالي (بليون دولار)                      | 215.73 مليار                                                                      | 159.41 مليار                   |
| الناتج المحلي الإجمالي (تعادل القوة الشرائية) بليون دولار | 356.15 مليار                                                                      | 439.39 مليار                   |
| الناتج المحلي الإجمالي الاسمي للفرد دولار أمريكي          | 17.55 ألف                                                                         | 10.51 ألف                      |
| الناتج المحلي الإجمالي للفرد دولار أمريكي                 | 31.19 ألف                                                                         | 24.23 ألف                      |
| مؤشر التنمية البشرية                                      | 0.878                                                                             | 0.788                          |
| رمز المكالمات الدولي                                      | +420                                                                              | +7                             |
| رمز الإنترنت                                              | .cz                                                                               | .kz، .қаз ‏                     |
| المنطقة الزمنية                                           | ت ع م+01:00، ت ع م+02:00، توقيت وسط أوروبا، توقيت وسط أوروبا الصيفي، أوروبا/براغ ‏ | ت ع م+05:00، ت ع م+06:00       |

## مدن متوأمة
في ما يلي قائمة باتفاقيات التوأمة بين مدن تشيكية وكازاخستانية:
- ترتبط أوسترافا مع أورال باتفاقية توأمة منذ 1971.

## منظمات دولية مشتركة
يشترك البلدان في عضوية مجموعة من المنظمات الدولية، منها:
| علم المنظمة | اسم المنظمة                               | تاريخ انضمام التشيك | تاريخ انضمام كازاخستان |
| ----------- | ----------------------------------------- | ------------------- | ---------------------- |
|             | مؤسسة التنمية الدولية                     | 1993                | 23 يوليو 1992          |
|             | منظمة الأمن والتعاون في أوروبا            | 1993                | 30 يناير 1992          |
|             | مؤسسة التمويل الدولية                     | 1993                | 30 سبتمبر 1993         |
|             | منظمة حظر الأسلحة الكيميائية              | ?                   | ?                      |
|             | الأمم المتحدة                             | 19 يناير 1993       | 2 مارس 1992            |
|             | الاتحاد الدولي للاتصالات                  | 1993                | 23 فبراير 1993         |
|             | منظمة الشرطة الجنائية الدولية             | ?                   | ?                      |
|             | البنك الدولي للإنشاء والتعمير             | 1993                | 23 يوليو 1992          |
|             | الاتحاد البريدي العالمي                   | ?                   | ?                      |
|             | المركز الدولي لتسوية المنازعات الاستشارية | 22 أبريل 1993       | 21 أكتوبر 2000         |
|             | وكالة ضمان الاستثمار متعدد الأطراف        | 1993                | 12 أغسطس 1993          |
|             | يونسكو                                    | 22 فبراير 1993      | 22 مايو 1992           |
|             | الفريق المعني برصد الأرض                  | ?                   | ?                      |
|             | مجموعة الموردين النوويين                  | ?                   | ?                      |

## وصلات خارجية
- موقع وزارة الخارجية التشيكية
- موقع وزارة الخارجية الكازاخستانية